# Superstition (album)
Pour les articles homonymes, voir Superstition (homonymie).
Albums de Siouxsie and the Banshees
Peepshow
(1988) The Rapture
(1995)
Superstition est un album de Siouxsie and the Banshees sorti en juin 1991 et produit par Stephen Hague. Il a été remasterisé en 2014 avec des bonus.
Avec son style pop rock accompagné d'accents baggy, Superstition remporte un succès de masse aux États-Unis grâce notamment au single Kiss Them for Me, qui grimpe jusqu'à la 23e place du Billboard Hot 100, les charts nationaux de singles US. Un exploit pour un groupe « alternatif ». Avec ce single, le groupe s'adjoint les services d'un jeune percussionniste indo-anglais Talvin Singh encore inconnu à l'époque : celui-ci joue des tablas et chante durant le pont du morceau. L'album contient aussi d'autres titres plus introspectifs (Drifter), évoquant l'univers onirique d'Ennio Morricone.
La formation qui a enregistré cet album est composée de Siouxsie, Steven Severin, Budgie et de Martin McCarrick et Jon Klein. Ces deux derniers musiciens ont intégré le groupe en 1987.

## Liste des titres
1. Kiss Them for Me
2. Fear (of the Unknown)
3. Cry
4. Drifter
5. Little Sister
6. Shadowtime
7. Silly Thing
8. Got to Get Up
9. Silver Waterfalls
10. Softly
11. The Ghost in You

édition remasterisée de 2014, liste des bonus
1. Face to Face
2. Kiss Them For Me (Snapper Mix)
3. Kiss Them For Me (Kathak #1 Mix)